# Virtua Fighter (serie)
Virtua Fighter (バーチャファイター?, Bācha Faitā) è una serie di videogiochi tridimensionali del genere picchiaduro a incontri, sviluppata da Sega AM R&D No.2 e da Yu Suzuki. 

Il logo della serie

La serie principale è composta da 5 titoli, di questi sono stati tratti vari aggiornamenti e spin-off, un numero a fumetti e una serie animata del 1995 (Virtua Fighter), nella quale compaiono i personaggi dei primi due videogiochi, gli unici realizzati all'epoca.

## Serie
I titoli principali e relative versioni migliorate:
- Virtua Fighter, pubblicato nel 1993.
  - Virtua Fighter Remix, aggiornamento del 1995.[2]
  - Virtua Fighter 10th Anniversary, pubblicato nel 2003.
- Virtua Fighter 2, pubblicato nel 1994.
  - Virtua Fighter 2.1, aggiornamento del 1995.
- Virtua Fighter 3, pubblicato nel 1996.
  - Virtua Fighter 3tb (Team Battle), aggiornamento del 1998.
- Virtua Fighter 4, pubblicato nel 2002
  - Virtua Fighter 4 Evolution, aggiornamento del 2003.[3]
- Virtua Fighter 5, pubblicato nel 2006.
  - Virtua Fighter 5 R (Revised), aggiornamento del 2008.
  - Virtua Fighter 5 Final Showdown, aggiornamento del 2010.
  - Virtua Fighter V Ultimate Showdown, aggiornamento del 2021.[4]
  - Virtua Fighter 5 R.E.V.O.  aggiornamento. Pubblicazione annunciata per l'inverno 2024.[5]

Crossover:
- Fighters Megamix, un croosover con la serie Fighting Vipers, pubblicato nel 1996.

- Dead or Alive 5, di Koei Tecmo, pubblicato nel 2012, sono presenti Akira Yuki, Pai Chan, Sarah Bryant.
  - Dead or Alive 5 Ultimate, aggiornamento del 2013, aggiunge Jacky Bryant.

Altri videogiochi non canonici:
- Virtua Fighter Animation, pubblicato nel 1996.
- Sonic the Fighters, pubblicato nel 1996, adattamento della saga di Sonic nello stile VF.
- Virtua Fighter Kids, con stile artistico chibi, pubblicato nel 1996.
- Virtua Quest, sviluppato da TOSE e AM2, un action/RPG, pubblicato nel 2005.
- Sega Heroes, pubblicato nel 2018 per dispositivi mobile, erano presenti Akira Yuki, Pai Chan, Kage-Maru, Sarah Bryant.

## Storia
Il nome della serie deriva dal fatto che sia stata sempre sviluppata con grafica poligonale, ciò dava una profondità visiva tridimensionale durante le azioni, le rotazioni, fatto che, nel 1993, bastava a considerare l'opera una simulazione virtuale della realtà da qui il titolo combattente virtualmente reale anche perché si limitava a eseguire mosse realistiche, veri stili di lotta, senza fireball o arti allungabili ecc, inoltre la serie introdusse anche il ring out (fuori ring) che consente di vincere l'incontro buttando fuori dal ring l'avversario, era presente un'opzione per scegliere la dimensione del ring, in modo da decidere se rendere il ring out un elemento di considerazione principale come pericolosità o vantaggio (nei ring piccoli) altrimenti trascurabile (nei grandi ring), altra peculiarità di questa serie è anche di descrivere il ring in metri in modo che il giocatore percepisca la forma e grandezza ad esempio: (6x8) rappresenta un ring rettangolare di 6 metri di lato e 8 frontali. La grafica 3D ha concesso di cambiare diversi tipi di visuale e lo zoom funzionale.
Virtua Fighter è stato uno dei primi videogiochi di combattimento in 3D a riscuotere il successo nel grande pubblico, fu considerato un picchiaduro all'avanguardia nella grafica è richiamò l'interesse dell'industria videoludica dando il via a delle serie concorrenti come: Tekken, Toshindend, Soul Blade, Dead or Alive, Bloody Roar ecc.
In quegli anni Sega usò il nome Virtua Fighter come uno stile distintivo e di qualità, che riporti alla mente dei giocatori il genere di gioco in 3D, da qui i vari titoli che riprendono parte del nome Virtua: Virtua Racing, Virtua Tennis, Virtua Athlete, Virtua Striker, Virtua Cop, oppure Fighters: Sonic the Fighters, Fighters Megamix e Fighting Vipers qui il titolo, forse inconsciamente nasconde l'acronimo Fighting Vipers.

## Personaggi
Numerosi sono i personaggi introdotti nei vari titoli della serie:

### Personaggi introdotti nel primo titolo
- Akira Yuki
- Jacky Bryant
- Jeffry McWild
- Kagemaru Kage Hagakure
- Lau Chan
- Pai Chan
- Sarah Bryant
- Wolf Hawkfield
- Dural

### Personaggi introdotti nel secondo titolo
- Lion Rafale
- Shun-Di

### Personaggi introdotti nel terzo titolo
- Aoi Umenokouji
- Taka-Arashi

### Personaggi introdotti nel quarto titolo
- Brad Burns[7]
- Goh Hinogami[7]
- Lei-Fei
- Vanessa Lewis

### Personaggi introdotti nel quinto titolo
- Eileen
- El Blaze
- Jean Kujo[8]

## Altri Media

### Anime
Virtua Fighter (serie animata), Tokyo Movie Shinsha, 2 stagioni, 35 episodi, 1992 

### Fumetto
Virtua Fighter (comic book), 26 pagine, sceneggiato da Mark Paniccia, Marvel Comics, 1995

### Web Serie
Virtua Fighter Retrospective (EN)
Dal 27 al 31 maggio 2021 Sega of America pubblica online una serie di video retrospettivi per ogni capitolo della serie principale, menzionando anche le relative versioni aggiornate, questi vengono descritti con le voci originali dei fratelli Bryant:
1. Virtua Fighter Retrospective (commento di Sarah Bryant)
2. Virtua Fighter 2 Retrospective (commento di Jacky Bryant)
3. Virtua Fighter 3 Retrospective (commento di Sarah Bryant)
4. Virtua Fighter 4 Retrospective (commento di Jacky Bryant)
5. Virtua Fighter 5 Retrospective (commento di Sarah Bryant)